# Australian Plant Name Index
Australian Plant Name Index (APNI) je online databáze obsahující všechny publikované názvy cévnatých rostlin Austrálie. Obsahuje všechny druhy názvů, ať oficiální, synonyma nebo neplatná jména. Zahrnuje též bibliografické údaje a detailní popisy včetně informací z projektu Australian Plant Census včetně výskytu ve státech Austrálie, odkazy na mapovou dokumentace sběru rostlin, fotografie rostlin, poznámky a komentáře.
Australské herbáře tuto databázi respektují jako autoritní zdroj.